# Burg im Leimental
Burg im Leimental é uma comuna da Suíça, situada no distrito de Laufen, no cantão de Basileia-Campo. Tem 2,83 km² de área e sua população em 2018 foi estimada em 263 habitantes.